# San Martín (Buenos Aires)
Pour les articles homonymes, voir San Martín.
San Martín (nom complet: Ciudad del Libertador General Don José de San Martín) est une ville de la province de Buenos Aires, en Argentine, et le chef-lieu du partido General San Martín. Elle se trouve dans la partie nord-est de l'agglomération du Grand Buenos Aires.

## Personnalités
- José Hernández, écrivain.
- Oscar Alfredo Gálvez, pilote automobile.
- Roberto de Vicenzo, golfeur.
- José Alberto Iglesias dit Tanguito (1945-1972), chanteur et danseur de rock.
- Pedro Opeka, prêtre catholique et humanitaire.
- Luis Bacalov, compositeur.
- Enzo Fernández, footballeur
- Daniel Alberto, footballeur.
- Sergio Massa (1972-), Homme Politique argentine.

## Relations internationales

### Jumelage
La ville est jumelée avec: 
- Civitanova Marche, Province de Macerata, Italie
- Pordenone, Italie
- Alytus, Apskritis d'Alytus, Lituanie
- Maipú, Chili

## Images

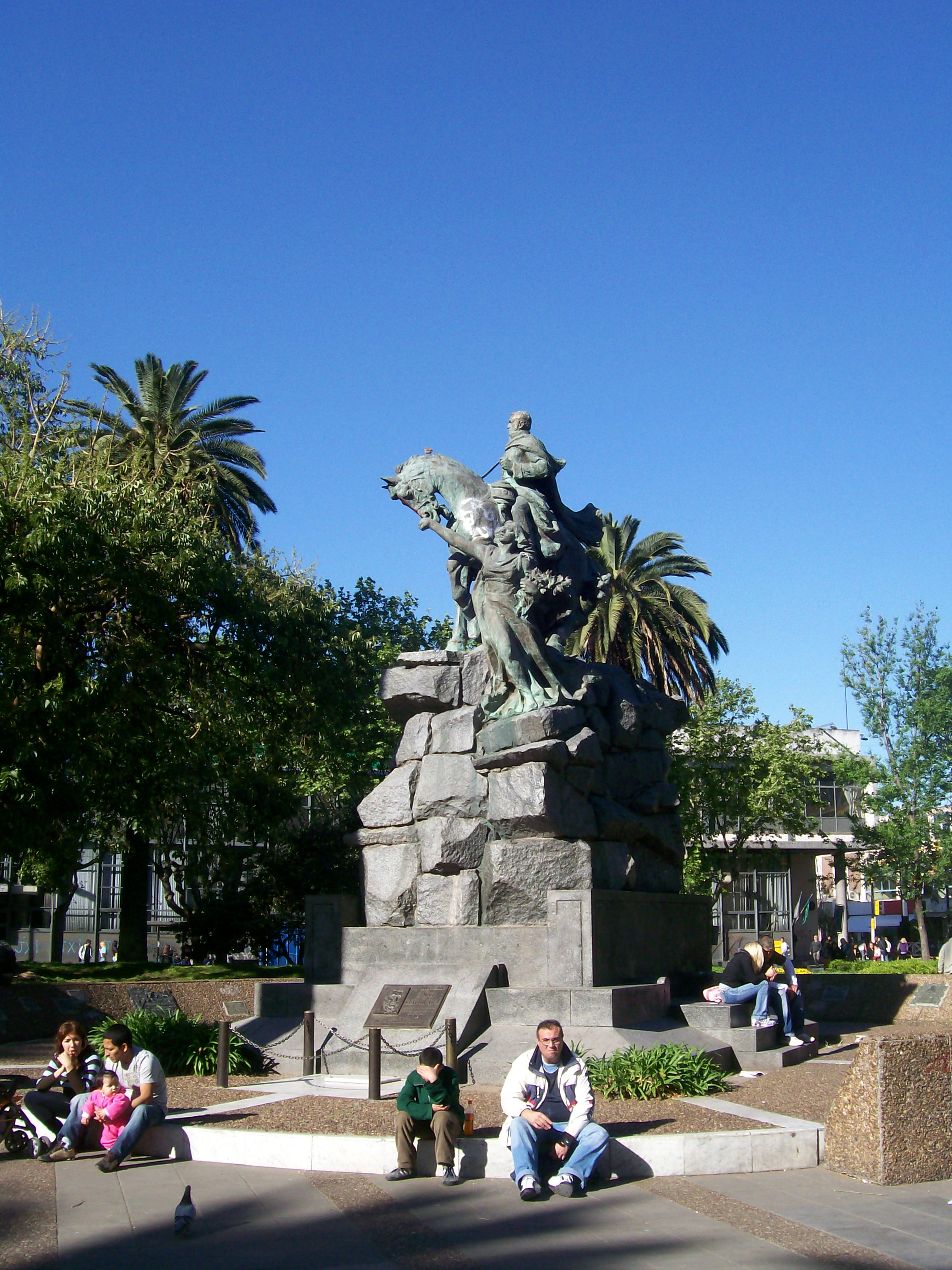
Monument du General José de San Martín
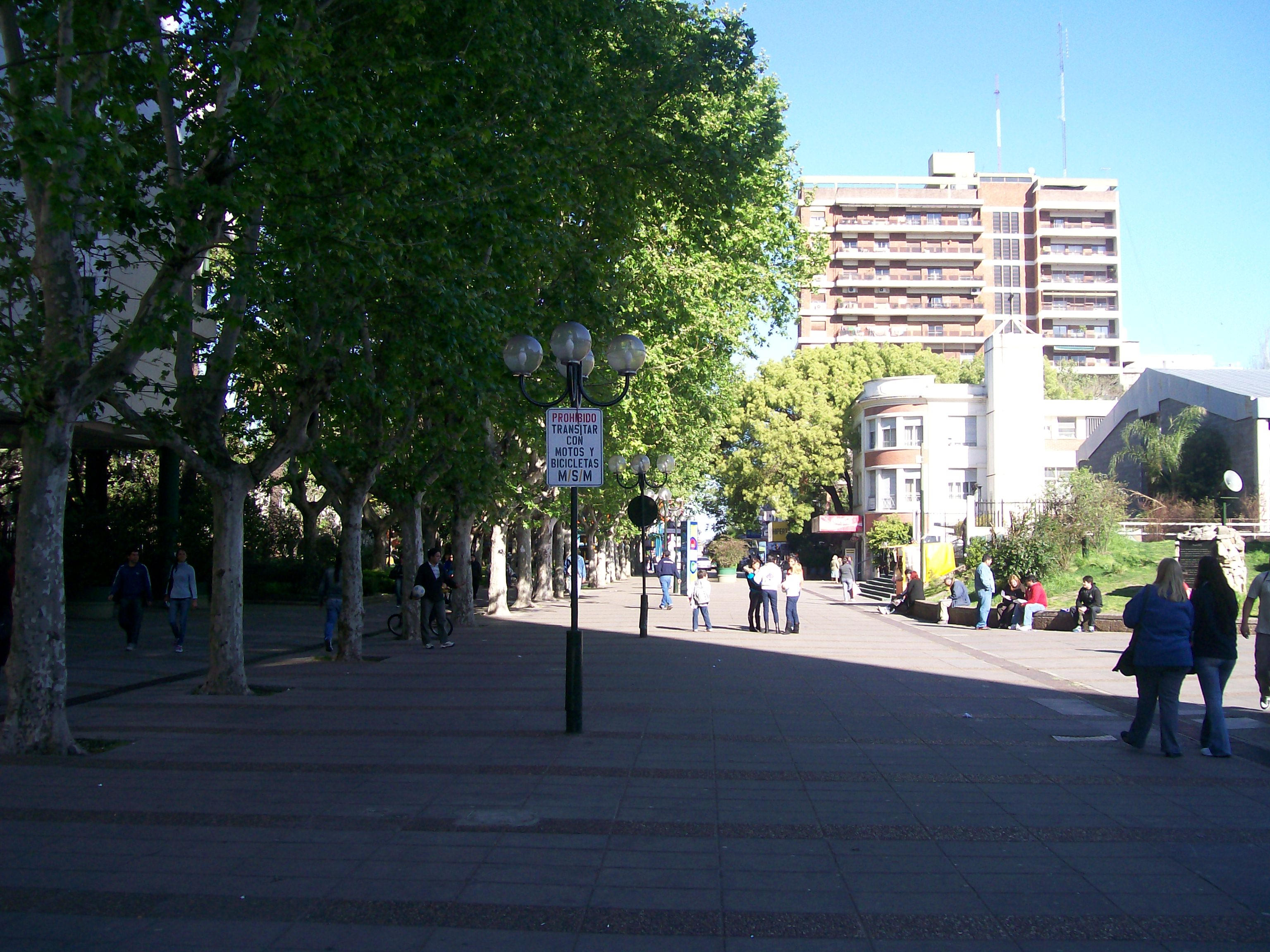
Rue Belgrano
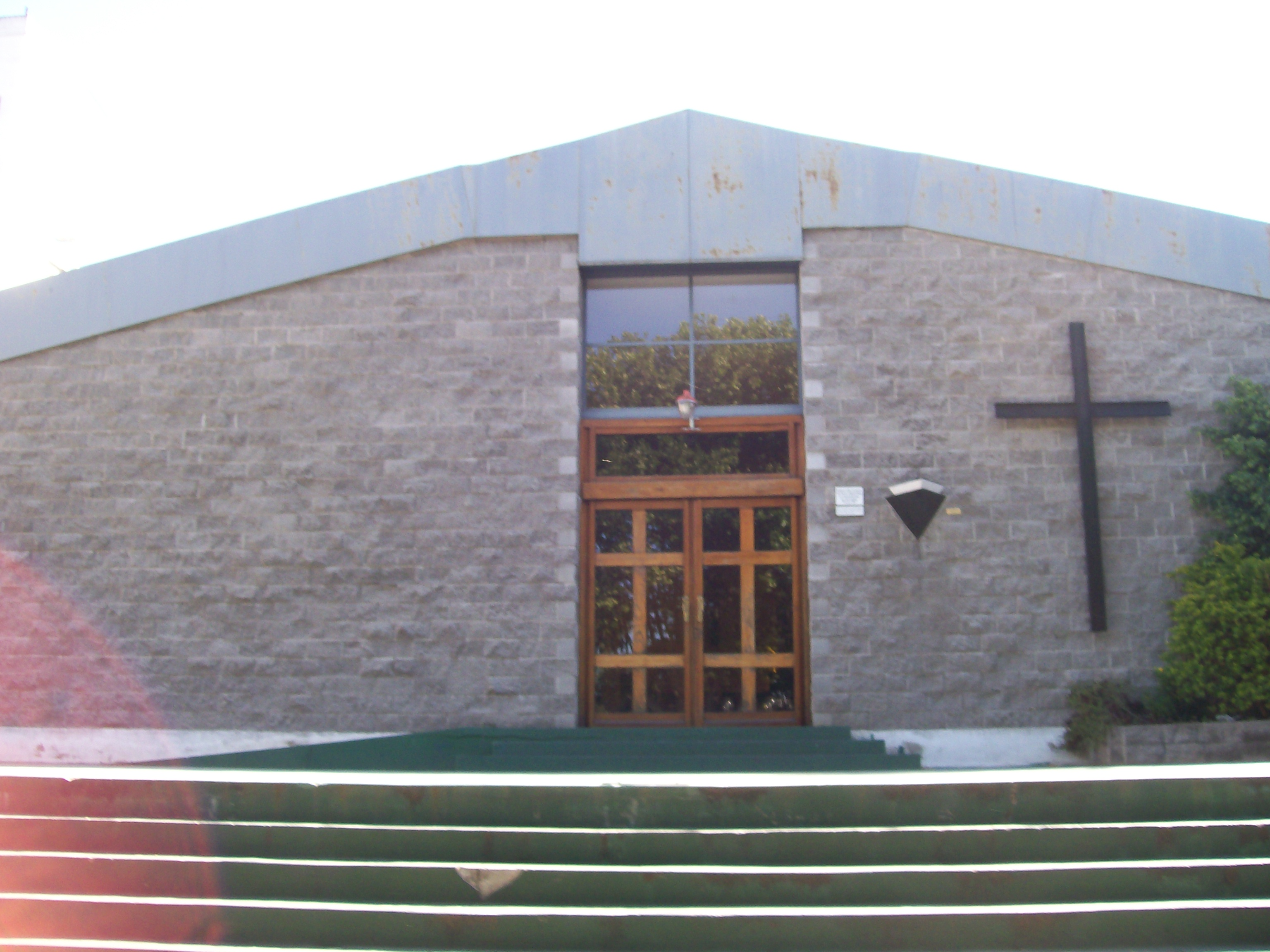
Cathédrale
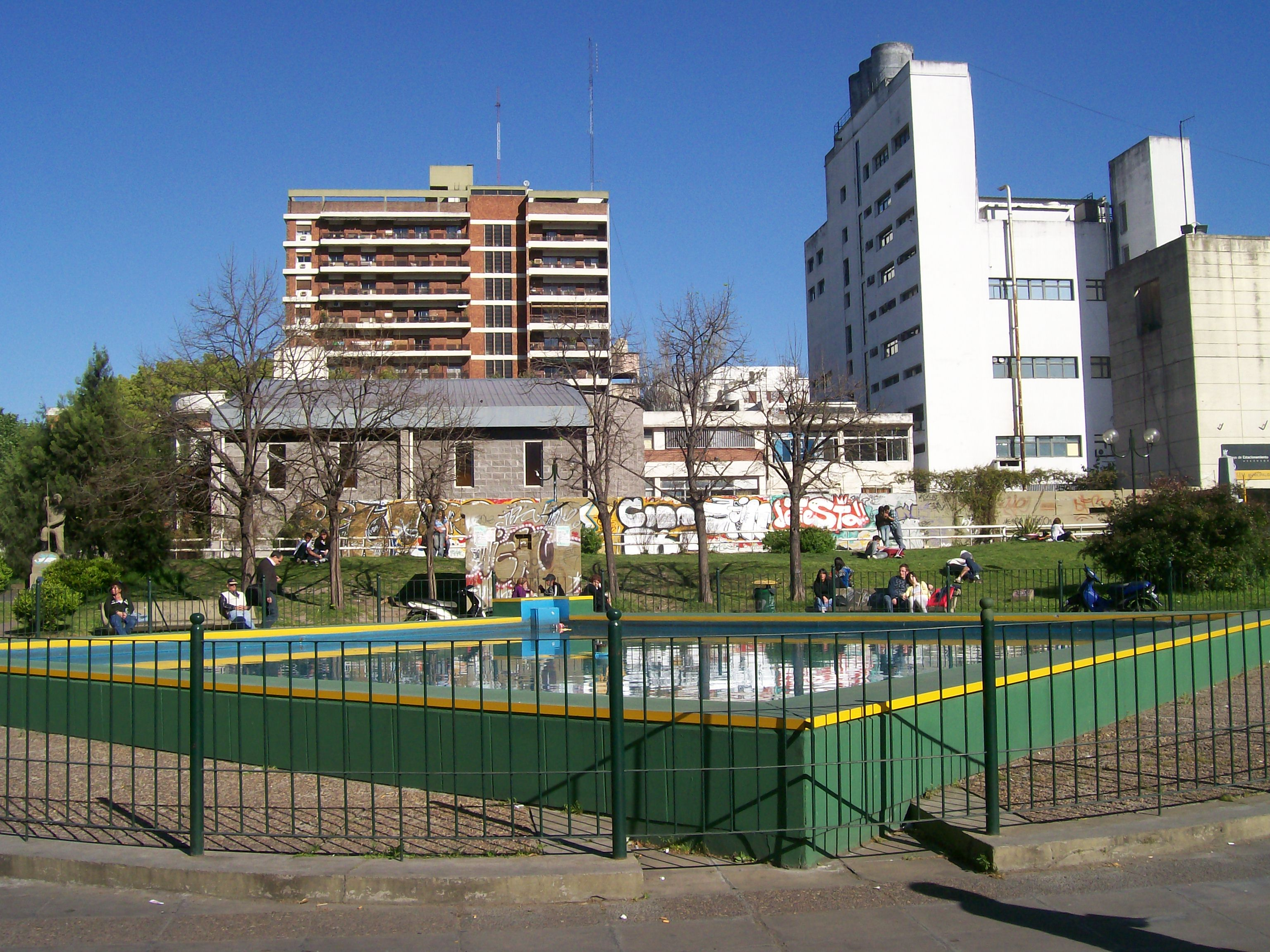
San Martín Plaza
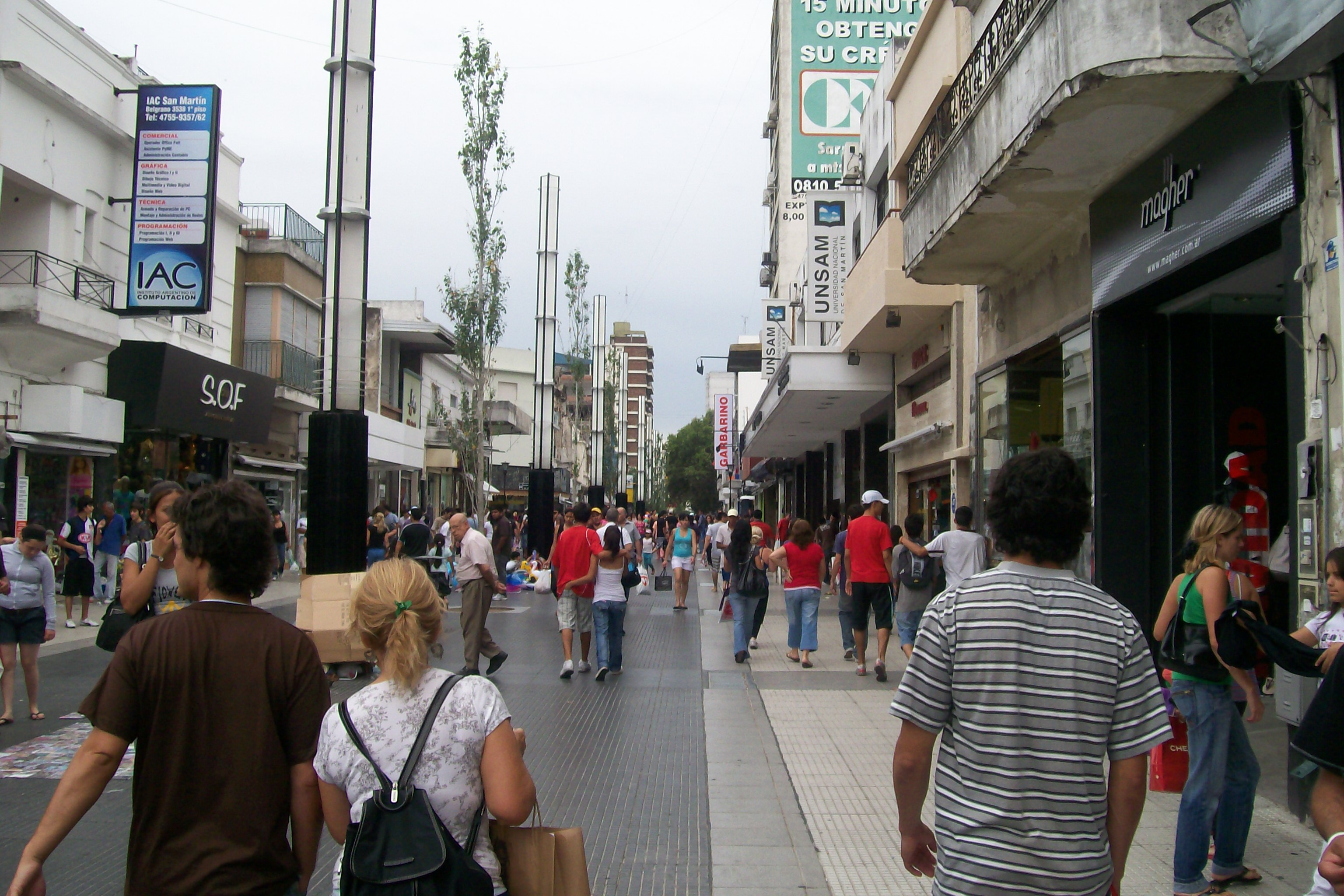
Rue Belgrano - Zone commerciale